# Jan Huygen van Linschoten
Jan Huyghen van Linschoten (o Huijgen) (Haarlem, ca. 1563 - Enkhuizen, 8 de febrero de 1611) fue un comerciante protestante neerlandés, marino, espía, viajero e historiador. Es conocido porque se le atribuye la copia de los muy secretos mapas náuticos portugueses, permitiendo así que el paso a las elusivas Indias Orientales quedara abierto a los ingleses y neerlandeses. Esto permitió a la Compañía Británica de las Indias Orientales (British East India Company) y a la neerlandesa Compañía Holandesa de las Indias Orientales (Vereenigde Oostindische Compagnie, VOC) romper el monopolio disfrutado por los portugueses en el comercio con las Indias Orientales en el siglo XVI. 
También participó en los dos primeros viajes organizados por las Provincias Unidas de los Países Bajos en busca del Paso del Noreste, en los que iba Willem Barents. Ambos intentos fracasaron.

## Biografía

### Primeros años
Jan Huygen van Linschoten nació en Haarlem en torno a 1563. Su padre era Huig Joosten (1532-83), de Haarlem, y su madre Marretje Tin Hendriksdr (1533 -?) de Schoonhoven. Jan Huygen probablemente tenía 3 hermanos y una hermana y puede que la familia se hubiera trasladado en el asedio de Haarlem (1572-73) a Enkhuizen. La adición al nombre de «van Linschoten» podría indicar que su familia provenía del pueblo homónimo de Utrecht. Su padre practicaba la profesión de notario público y murió en enero de 1583, a los 51 años; su madre se sabe que vivió más de 71 años. 
Se marchó a España en diciembre de 1576, para estar con su hermano Willem en Sevilla, permaneciendo en España hasta 1580. Consiguió un trabajo con otro comerciante en Lisboa, y tras un parón en el comercio, buscó alternativas. Con ayuda de su hermano, familiarizado con el dominico Vicente da Fonseca, en ese momento recientemente nombrado arzobispo de la colonia portuguesa de Goa, en la costa occidental de la India, consiguió ser nombrado su secretario.

### En Goa

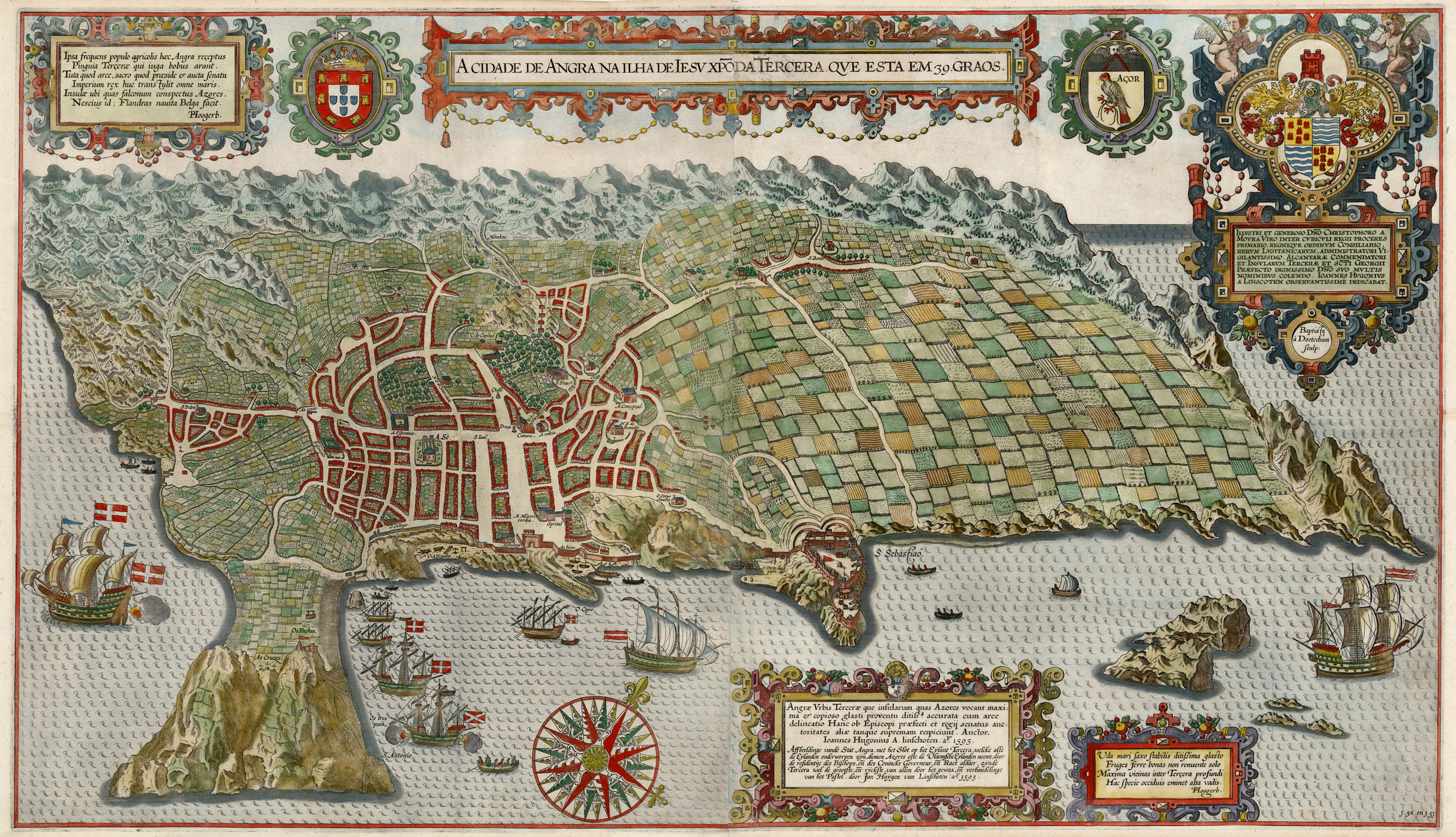
La isla de Terceira, Azores (grabado coloreado a mano del Itinerario).

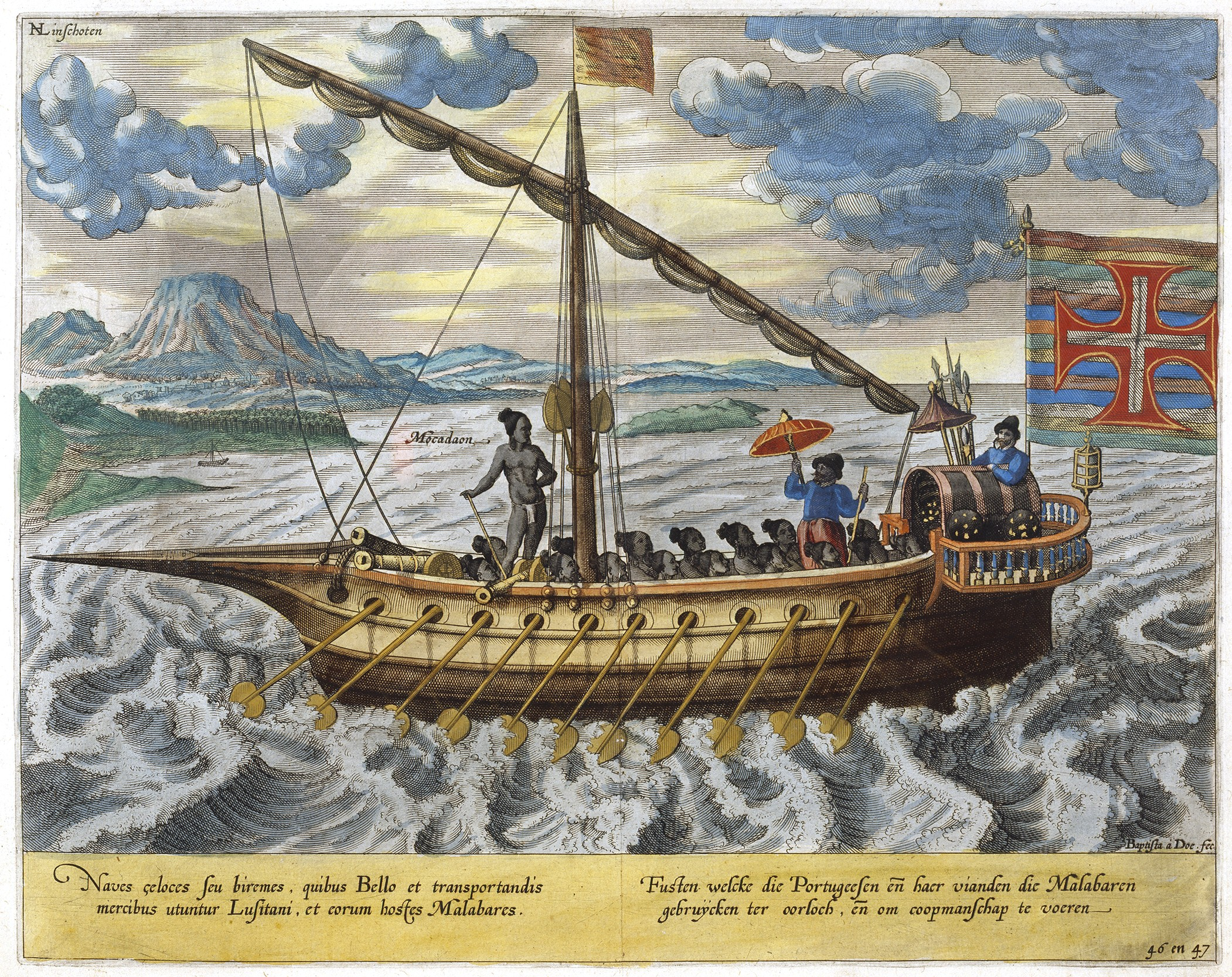
Fusta con pabellón portugués de un libro de Jan Huygen van Linschoten.

Así, Jan Huyghens se embarcó para Goa el 8 de abril de 1583, llegando cinco meses después vía Madeira, Guinea, cabo de Buena Esperanza, Madagascar y Mozambique. Mientras estuvo en Goa, a causa de su posición, Jan Huygens tuvo acceso a información secreta, incluyendo las cartas náuticas que habían estado bien guardadas durante más de un siglo. Abusando de la confianza depositada en él, y por razones desconocidas, Huygens comenzó a copiar meticulosamente esos mapas. 
En 1587, el arzobispo regresó a Portugal para informar al rey de Portugal. Linschoten quedó como escribano general para recibir las tasas. Por otra parte abrigaba la esperanza de que surgiría una oportunidad de viajar a China y Japón. En 1588, llegó la noticia de que el arzobispo había fallecido durante el viaje a Europa. También supo que le barco de su hermano se había hundido falleciendo toda la tripulación. Linschoten estaba embargado por la nostalgia y decidió regresar a Europa y se embarcó rumbo a Lisboa en enero de 1589, haciendo escala en la portuguesa isla de Santa Elena en mayo de ese mismo año. Durante la escala se encontró con Gerrit van Afhuijsen, navegante de Amberes que había estado en Malaca, que le transmitió muchas noticias sobre el comercio en esa región. En la siguiente escala, las Azores, pasó dos años obligado porque la isla estaba sitiada por los ingleses. Aprovechó ese tiempo para ayudar al gobernador de la ciudad en la cartografía de la isla de Terceira. En 1592 estaba de regreso en Lisboa.

### De vuelta en los Países Bajos
Ese mismo año regresó a los Países Bajos y se trasladó de nuevo a Enkhuizen. Linschoten publicó tras su viaje a la India varias obras. Con base en estas obras de Cornelis Houtman finalmente fue capaz de mantenerse en secreto por las rutas marítimas portuguesas a la India para descubrir. Este fue el comienzo del comercio con el Oriente y en última instancia, del establecimiento de la Compañía Holandesa de las Indias Orientales en 1602 y el comienzo de la Edad de Oro neerlandesa. 

### Los viajes en pos del Paso del Noreste

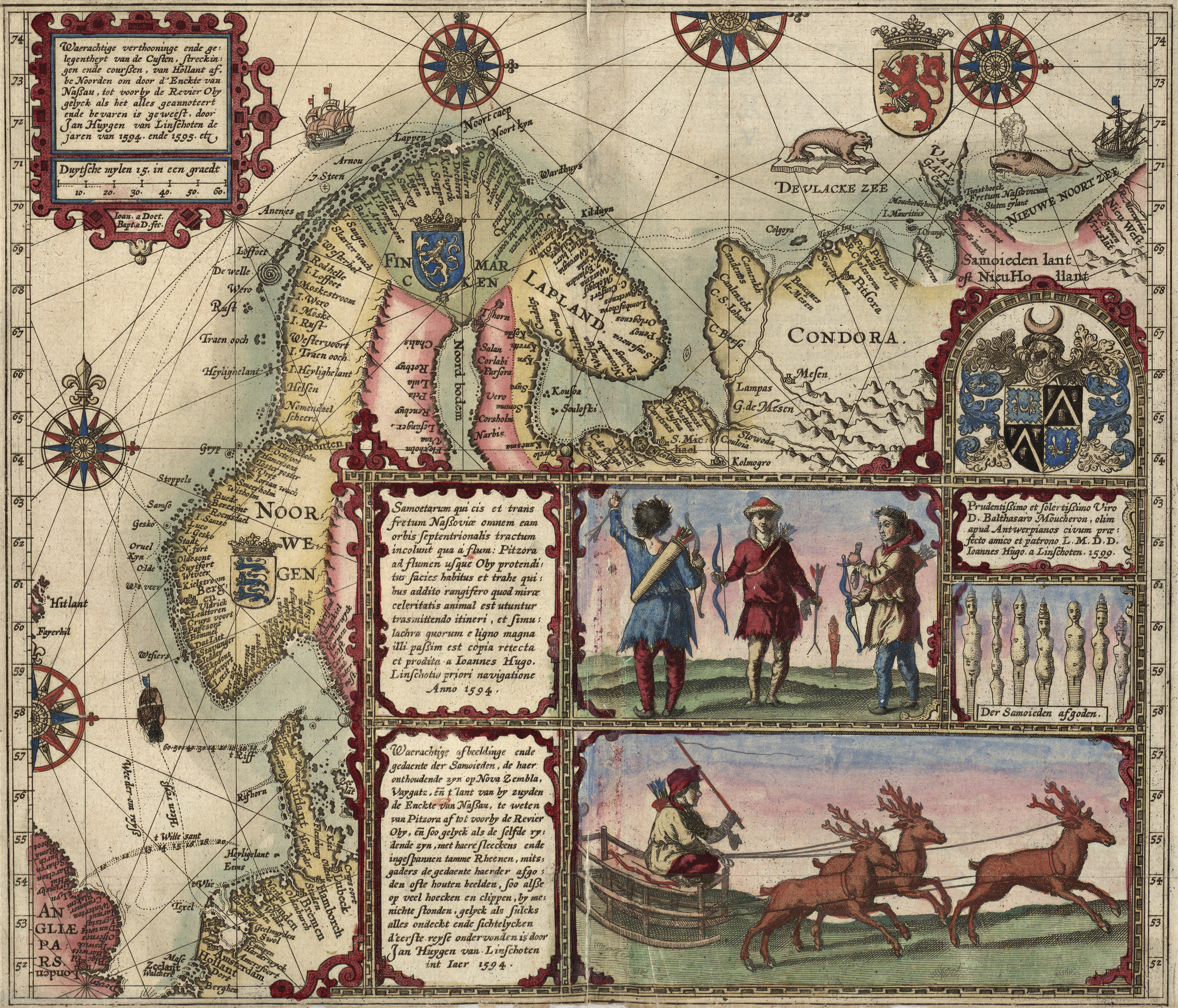
Mapa del primer viaje de Linschoten (y de Barents) (del Diario de Jan Huygen van Linschoten, 1601)

A finales del siglo XVI, las Provincias Unidas de los Países Bajos, enfrascadas en la guerra de los ochenta años contra España, buscaban una ruta marítima entre el mar del Norte y Extremo Oriente que bordeando la costa norte de Rusia les permitiese alcanzar las Indias Orientales, donde veían importantes intereses comerciales, sin utilizar la ruta tradicional rodeando Europa y África, controlada por España. En 1594, se preparó una flota de cuatro barcos al mando de Cornelis Cornelisz Nay, de la ciudad de Enkhuizen, al que acompañaba Linschoten. El consejo comunal de Ámsterdam compró y equipó dos pequeños barcos, siendo Willem Barents el capitán de uno de ellos, el Mercury. Partieron el 5 de junio de la isla frisia de Texel y tras bordear la costa noruega, emprendieron rumbo hacia el este, con la intención de llegar a Nueva Zembla y atravesar el mar de Kara con la esperanza de encontrar el Paso del Nordeste en las costas de Siberia.
Al llegar a Nueva Zembla la flota se dividió en distintas direcciones para intentar entrar en el mar de Kara. Barents, al frente de los barcos de Ámsterdam, intentó bordear la isla por el norte, pero se encontró con el hielo y con grandes icebergs que le obligaron a dar la vuelta. Sin embargo, los otros dos buques lograron entrar en el mar de Kara a través del estrecho de Vaygach (ahora estrecho de Kara), entre la costa siberiana y la isla Vaygach, que encontraron libre de hielo. A su regreso, y a pesar de que no alcanzaron el objetivo final, la expedición fue considerada un éxito.
Ese año 1595 Linschoten, con la ayuda del editor de Ámsterdam Cornelis Claesz, especializado en navegación, geografía y viajes, tenía ya escrita la obra Reys-gheschrift vande navigatien der Portugaloysers in Orienten [Relatos de viajes de la navegación portuguesa en Oriente]. Esta obra contiene gran número de rumbos de navegación marítima (entonces únicamente a vela), no sólo para la ruta entre Portugal y las colonias de las Indias Orientales, sino también entre la India, China y Japón. Ese mismo año se casó, el 2 de abril de 1595, con Reynou Meynertsdr Semeyns, y el 24 de agosto nació su hija Maritien. Es probable que el bebe falleciese. 
Los Estados Generales de los Países Bajos, esperanzados con el viaje del año anterior, financiaron una nueva expedición de siete naves en 1595, nuevamente al mando de Cornelis Cornelisz Nay y en la que también participaba nuevamente Linschoten. Barents capitaneó la misma nave del año anterior y llevaba a bordo a Jacob van Heemskerk. La expedición iba acompañada por seis buques mercantes cargados con mercancías que los neerlandeses esperaban comerciar con China. Partieron el 2 de junio de 1595, nuevamente de la isla frisia de Texel y el esfuerzo se concentró totalmente en atravesar el estrecho de Vaygach. Ese año, por unas inesperadas condiciones meteorológicas, se encontraron el mar de Kara totalmente congelado lo que hacia imposible la navegación y tras muchas dificultades y la muerte de varios tripulantes, regresaron el 18 de noviembre. Esta expedición fue considerada como un fracaso y la provincia de Zelanda y la ciudad de Enkhuizen, que habían proporcionado barcos para ambos viajes, perdieron el interés. Van Linschoten escribió su experiencia en estos dos viajes en la obra Voyagie, ofte schip-vaert, van Ian Huyghen van Linschoten, van by Noorden om langes Noorvvegen de Noortcape, Laplant, Vinlant, Ruslandt, de VVite Zee, de custen van candenoes, Svvetenoes, Pitzora..., que fue publicada en 1601 por Gerard Ketel de Franeker.
En 1596 publicó una nueva obra, Itinerario: Voyage ofte schipvaert van Jan Huyghen van Linschoten naer Oost ofte Portugaels Indien, 1579-1592 [Itinerario: Relato del viaje del navegante Jan Huyghen van Linschoten a las Indias Orientales Portuguesas].

### Tesorero de la ciudad de Enkhuizen
Linschoten estaba de regreso en ciudad de Enkhuizen en 1597, donde permaneció, hasta su muerte, como tesorero a cargo de la gestión de los fondos de la ciudad. En 1597 publicó otra obra, Beschryvinghe van de gantsche custe van Guinea, Manicongo, Angola ende tegen over de Cabo de S. Augustijn in Brasilien, de eyghenschappen des gheheelen Oceanische Zees [Descripción de la costa completa de Guinea, Manicongo, Angola y, a través del cabo de San Agustín, en Brasil, las características del océano Atlántico entero].
Las obras de Linschoten fueron consideradas internacionalmente durante mucho tiempo como el estándar para los viajes a la India. Una edición en inglés del Itinerario fue publicada en Londres en 1598, con el título de Iohn Huighen van Linschoten his Discours of Voyages into ye Easte & West Indies [Iohn Huighen van Linschoten y su Discurso de viajes a las Indias Occidentales y Orientales]. Una edición en alemán fue también impresa el mismo año y, más tarde, se publicaron ediciones en francés y en latín.
En 1601, como ya mencionó, publicó su relato de los viajes hacia el Norte: Voyagie, ofte schip-vaert van by Noorden om langes. Además de mapas detallados de esos lugares, Linschoten también proporcionó la clave geográfica para desbloquear el control portugués en el paso a través del estrecho de Malaca: sugirió acercarse a las Indias Orientales desde el sur de Sumatra, por el estrecho de Sunda, minimizando así el riesgo de atraer la atención portuguesa. 
Van Linschoten trabajó en sus últimos años con muchos conciudadanos famosos, como el cartógrafo Lucas Janszoon Wagenaer y el científico y médico Bernard Paludanus. 

## Obras de Linschoten

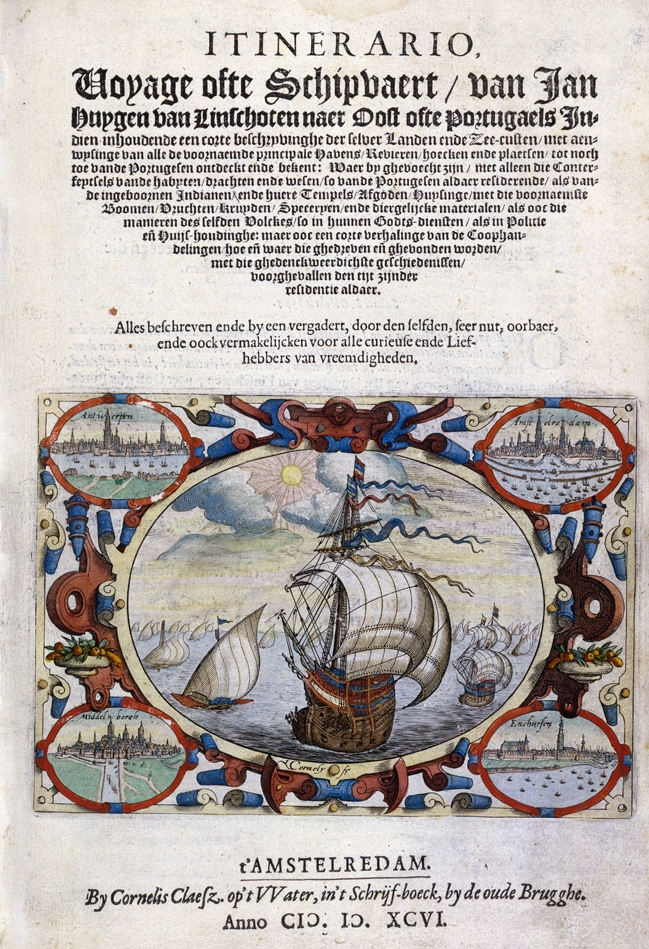
Portada del Itinerario (1596).

- Itinerario, voyage ofte schipvaert, van Ian Huygen van Linschoten naer de Oost ofte Portugaels Indien, inhoudende een corte beschrijvinghe der selver landen ende zeecusten... (Ámsterdam, 1595-96)
- Reys-Gheschrift van de navigatien der Portugaloysers in Orienten... (Ámsterdam, 1595)
- Beschrijvinge vande gantsche custe van Guinea... (Ámsterdam, 1596)
- Voyagie, ofte schip-vaert, van Ian Huyghen van Linschoten, van by Noorden om langes Noorvvegen de Noortcape, Laplant, Vinlant, Ruslandt, de VVite Zee, de custen van candenoes, Svvetenoes, Pitzora... (1601)

Publicaciones modernas:
- H. Kern (red.): Itinerario: voyage ofte Schifvaert van Jan Huygen van Linschoten naar Oost ofte Portugaels Indien (La Haya, 1910-39 (5 vols.), 1955-57 (3 vols.).
- S.P. L'Honoré (red.): Reizen van Jan Huyghen van Linschoten naar het noorden (La Haya, 1914)
- Abraham van der Moer (red.): Een zestiende-eeuwse Hollander in het verre oosten en het hoge noorden. Leven, werken, reizen en avonturen van Jan Huyghen van Linschoten (La Haya, 1979)

## Trivia
Hay varios accidentes geográficos y reconocimientos en honor de Linschoten.

### Sociedad Linschoten
La Sociedad Linschoten fue fundada en 1908 para publicar relatos, raros o inéditos, de viajes neerlandeses, expediciones por tierra y descripciones de países y sobrevive hoy en el Museo de los Barcos de Ámsterdam. 

### Premio Linschoten
El Premio Linschoten es un premio a la excelencia en los negocios otorgado por el banco de los Países Bajos, ABN AMRO. El Premio Jan Huygen van Linschoten de 2007 fue ganado por la firma arquitectónica de los Países Bajos Office for Metropolitan Architecture (OMA) por su entrada exitosa y mantenimiento en mercados emergentes, como China, Kazajistán y, entre otros, los Emiratos Árabes Unidos. El premio honra la práctica internacional innovadora, la capacidad de competir con los mejores en un campo en particular y una gestión financiera excelente. OMA está activa en más de 30 países y ha logrado un enorme crecimiento internacional en los últimos años.